# Hermansverk/Leikanger
Hermansverk/Leikanger is een plaats in de Noorse gemeente Leikanger, provincie Vestland. Hermansverk/Leikanger telt 2182 inwoners (2010) en heeft een oppervlakte van 2,37 km².